# عربی خمسه
عربی خمسه گویشی از زبان عربی و زیر مجموعه گویش عربی خلیجی است که مردم ایل عرب خمسه در جنوب غربی ایران به ویژه استان فارس بدان گفتگو می‌کنند.
به سبب سکونت درازمدت مردم ایل عرب در منطقهٔ فارس و هم‌زیستی با گروه‌های فارس، ترک و لر، واژگان فراوانی از زبان این مردمان به گویش عربی خمسه راه پیدا کرده است. با گذشت هر نسل از فصاحت این گویش کاسته و واژگان فارسی جایگزین آن می‌شود. آنچه که چهارچوب اصلی گویش عربی خمسه را حفظ نموده است، وجود فعل‌های عربی است چرا که اسم‌های فراوانی در این زبان از فارسی و دیگر زبان‌های همجوار وام‌گیری شده‌اند اما بیشتر فعل‌ها هنوز دست‌نخورده باقی مانده‌اند.
تفاوت‌های جزئی در بین زبان و لهجه طوایف آن مشاهده می‌شود؛ مثلاً واژهٔ «اسب» را بعضی طوایف «فرس» و بعضی «فارس» به کار می‌برند و به «تیر نان‌پزی» طایفه‌ای «مسندر» و طایفه‌ای «محلاج» می‌گویند و پول را گروهی «فلوس» و گروهی «ذهب» و «خریدم» را بعضی «أخذت» و بعضی «اشتریت» به کار می‌برند، با این حال همهٔ مردم این ایل به خوبی می‌توانند با گویش عربی خود با یکدیگر صحبت کنند.

## نمونه
شعری از سید محمد آل علی
| گَلْبیْ فیْ عشق عَرِبْ آرامْ یِگْضُبْ، ایشْ اَسیْ    |  | یا بِفَرهَنگوْ اَدِبْ آرامْ یِگْضُبْ ایشْ اَسیْ    |
| طَبْعِ سَرْکِشْ عاشِقوْ، مَجْنونوْ، مِنْ خودْ بیخودوْ |  | مِنْ عَروسْ شِعْریْ دَمادَمْ جامْ یِگْضُبْ ایشْ اَسیْ |
| فَدْ هزار سال بیْ خابِرْ کِیْنینِّهْ اَما اِلْسِنهْ  |  | فیْ راگِصْ شِعْروْ غَزِلْ فَرْجامْ یِگْضُبْ ایشْ اَسیْ |